# Marco Ricci (cestista)
Marco Ricci (Roma, 17 ottobre 1960 – Ferrara, 6 settembre 2024) è stato un cestista italiano.

## Carriera

### Club

Ricci alla Indesit Caserta

Dopo aver iniziato la carriera senior con la Stella Azzurra Roma in Serie A1, nel 1980 Ricci venne acquistato dalla Juvecaserta per l'allora cifra record di 400 milioni di lire. La formazione bianconera all'epoca militava in Serie A2, ma Ricci nella sua terza stagione personale in terra campana fu parte della rosa che centrò la prima storica promozione del club in Serie A1. Continuò ad essere parte della Juvecaserta per altri tre anni, durante i quali gli uomini di coach Bogdan Tanjević arrivarono a sfiorare i vertici nazionali con il raggiungimento nel 1985-1986 delle finali scudetto e delle finali di Coppa Korać, entrambe perse.
Nell'estate del 1986 Ricci si trasferì al Basket Rimini per una cifra che venne quantificata in un miliardo di lire. Nonostante le ambizioni del club romagnolo, che fece arrivare in riviera giocatori come Olden Polynice, Mike Sylvester e Jeff Lamp, la stagione dell'Hamby (questo lo sponsor di quell'anno) a livello di squadra si rivelò a dir poco negativa, con sole quattro vittorie su trenta partite di campionato che determinarono la retrocessione in A2.
Ricci continuò a calcare i parquet di Serie A1 con il passaggio alla Virtus Roma per la stagione 1987-1988, nella quale partì prevalentemente dalla panchina. L'anno seguente giocò con la A.M.G. Sebastiani Rieti nel campionato di Serie B d'Eccellenza 1988-1989, poi nel 1989-1990 fece ritorno alla Virtus Roma dove tornò ad essere utilizzato dalla panchina. Nel 1990-1991 fu nuovamente di scena nella terza serie nazionale con il trasferimento al Ravenna Basket. Nel 1991-1992 andò a referto con la Virtus Roma in qualche sporadica occasione, collezionando però solo un'apparizione in regular season e una ai play-off. Quell'anno i capitolini vinsero la Coppa Korać.
Nel 1992-1993 vestì i colori della Pallacanestro Reggiana in Serie A2, contribuendo alla promozione con 4,3 punti e 2,8 rimbalzi di media in 16,7 minuti di utilizzo medio. Iniziò in Emilia anche l'anno seguente, ma intorno a metà stagione venne messo fuori rosa così come il compagno di squadra Alessandro Fantozzi. Giocò ancora per alcuni anni nelle serie minori romagnole.

### Nazionale
Tra il 1979 e il 1986 Ricci collezionò 45 presenze con la maglia dell'Italia, con cui aveva debuttato il 19 dicembre 1979 in occasione dell'amichevole contro la Bulgaria vinta 101-72 a Brescia. In azzurro vinse inoltre la medaglia d'argento all'edizione di Casablanca 1983 dei Giochi del Mediterraneo.

## Palmarès
- Coppa Korać: 1

Virtus Roma: 1991-92